# Oštarije
Oštarije is een plaats in de gemeente Josipdol in de Kroatische provincie Karlovac. De plaats telt 1407 inwoners (2001).